# Bonito Oriental
Bonito Oriental es un municipio del departamento de Colón en la República de Honduras.

## Toponimia
Una de las teorías de su nombre es que el mismo se debió a que el misionero Manuel de Jesús Subirana, al traer a pobladores del departamento de Olancho a residir en esta zona, expresó la belleza de aquel lugar diciéndole "Bonito". La calificación de Oriental sería, entonces, por encontrarse en la zona oriental del país. 

## Límites
Este municipio está ubicado en la llanura costera del Mar Caribe, en la cuenca del Río Aguan. Además, es cruzado por el Río Bonito.
| Orientación | Límite                                  |
| ----------- | --------------------------------------- |
| Norte       | Municipio de Trujillo, Colón            |
| Norte       | Municipio de Santa Rosa de Aguán, Colón |
| Sur         | Municipio de San Esteban, Olancho       |
| Este        | Municipio de Limón, Colón               |
| Este        | Municipio de Iriona, Colón              |
| Oeste       | Municipio de Tocoa, Colón               |

## Historia
Este municipio es uno muy reciente, pues fue fundado en 1987. Anteriormente, era considerado como aldea de Trujillo, y pasó a ser municipio el 28 de abril de 1987 bajo la administración del ingeniero José Azcona del Hoyo.

## Política
| Puesto        | Funcionario                    | Partido político       |
| ------------- | ------------------------------ | ---------------------- |
| Alcalde       | Mario Renato Planas Turcios    | Partido Nacional       |
| Vicealcaldesa | Sayra Lizeth Díaz López        | Partido Nacional       |
| Regidor 1     | Clemente Cardona García        | Libertad y Refundación |
| Regidor 2     | Ángel Fidencio Martínez Paz    | Partido Nacional       |
| Regidor 3     | Jorge Roberto Paz Sarmiento    | Libertad y Refundación |
| Regidor 4     | Jorge Iván Turcios Aguilar     | Partido Nacional       |
| Regidora 5    | Dora Carolina Hernández Castro | Libertad y Refundación |
| Regidor 6     | José Efraín Luna Barahona      | Partido Nacional       |
| Regidora 7    | Amalia Gámez Hernández         | Libertad y Refundación |
| Regidora 8    | Leivi Marixa Molina Carrillos  | Partido Nacional       |

## División política
En 2009 contaba con 55 caseríos. Actualmente:
- Aldeas: 10 (2013)
- Caseríos: 120 (2013)

| Código administrativo | Aldea                 |
| --------------------- | --------------------- |
| 021001                | Bonito Oriental       |
| 021002                | Corocito              |
| 021003                | El Achiote            |
| 021004                | El Antigual           |
| 021005                | Feo                   |
| 021006                | La Esperanza          |
| 021007                | Playa de Ganado       |
| 021008                | Río Piedra Blanca     |
| 021009                | San José del Cinco    |
| 021010                | Vista Hermosa o Bravo |